# Daniel Sanabria
Daniel Sanabria (* 8. únor 1977) je bývalý paraguayský fotbalista.

## Reprezentace
Daniel Sanabria odehrál 7 reprezentačních utkání. S paraguayskou reprezentací se zúčastnil Mistrovství světa 2002.

## Statistiky
| Paraguay | Paraguay | Paraguay |
| Roky     | Záp.     | Góly     |
| -------- | -------- | -------- |
| 2001     | 6        | 0        |
| 2002     | 0        | 0        |
| 2003     | 1        | 0        |
| Celkem   | 7        | 0        |